# Lijst van punkfilms
Dit is een lijst van films die met de punkcultuur te maken hebben.

## 0-9
- 1991: The Year Punk Broke (1992, documentaire)
- 24 Hour Party People  (2002)

## A
- Afro-punk (2005, documentaire)
- American Hardcore (2006, documentaire) - Paul Rachman
- Another State of Mind (1984, documentaire)

## B
- A Band Called Death (2012, documentaire)
- Bhakti Boy (2015) - Joy Marzec
- The Blank Generation (1976, documentaire) - Amos Poe
- Blank Generation (1980) - Ulli Lommel
- Big Time: Punk in Belfast (2006) - Roy Wallace
- Bilo jednom... (2006, documentaire)
- A Black and White Statement (1980, VPRO documentaire) - Dick Rijneke en Mildred van Leeuwaarden
- Bloody Bloody Belgium (2014) - Roy Wallace
- Border Radio (1987)
- Botinada: A Origem do Punk no Brasil (2006) - Gastão Moreira
- Breaking Glass (1980)
- Brothers of the Head (2005) - Brian Aldiss
- Burst City (1982)

## C
- Cha Cha (1979) - Herman Brood
- The Clash: Westway to the World (2000, documentaire)
- Class of 1984 (1982)
- Control (2007) - Anton Corbijn
- Crash 'n' Burn (1977, korte film) - Ross McLaren

## D
- The Day the Country Died (2007, documentaire) - Roy Wallace
- A Day in the Life  (2003) - Stratford Mercenaries en Roy Wallace
- The Decline of Western Civilization (1981, documentaire) - Penelope Spheeris
- The Decline of Western Civilization III (1998, documentaire) - Penelope Spheeris
- Dečko Koji Obećava (1981)
- Desperate Teenage Lovedolls (1984) - David Markey
- D.O.A.: A Rite of Passage (1980, documentaire) - Lech Kowalski

## E
- Ebba the Movie (1982, documentaire)
- End of the Century: The Story of the Ramones (2004, documentaire)
- Engel & Joe (2001) - Vanessa Jopp
- Ex Drummer (2007) - Koen Mortier

## F
- The Filth and the Fury (2000, documentaire) - Julien Temple
- Fokofpolisiekar: Forgive Them for They Know Not What They Do (2009, documentaire)
- Millencolin and the Hi-8 Adventures (1999) - Erik Ohlsson

## G
- Garage Days (2002) - Alex Proyas
- Gleaming the Cube (1989)
- Rise Against: Generation Lost (2006, documentaire)
- Glory Daze (1996)
- Glue (2006) - Alexis Dos Santos
- Good Vibrations (2013)
- The Great Rock 'n' Roll Swindle (1980) - Julien Temple
- Groeten uit Rotterdam (1980, VPRO documentaire) - Dick Rijneke en Mildred van Leeuwaarden

## H
- Hard Core Logo (1996) - Bruce McDonald
- Hated: GG Allin and the Murder Junkies (1994, documentaire) - Todd Phillips
- Hype! (1996, documentaire) - Doug Pray
- Huize Schoonderloo (1980, documentaire) - Dick Rijneke

## I
- I Believe - in Buzzcock - Roy Wallace
- Inner Terrestrials   (2010) - Roy Wallace
- Instrument (1998, documentaire) - Jem Cohen

## J
- Joe Strummer: The Future Is Unwritten (2007, documentaire) - Julien Temple
- Jubilee (1978) - Derek Jarman

## K
- King of Punk (2007, documentaire) - Kenneth van Schooten en Julie van Schooten

## L
- Ladies and Gentlemen, The Fabulous Stains (1981)
- The Last Pogo (1978, documentaire) - Colin Brunton
- Liquid Sky (1982)
- The Little Punker  (1992) - Michael Schaack
- Loren Cass (2006)
- Luster (2002) - Everett Lewis

## M
- Modern Angels (2000) - Roy Wallace
- Mondo New York (1988)
- Mannen som elsket Yngve (2008)

## N
- New York Doll (2005, documentaire)
- NOFX: Backstage Passport (2009, documentaire)

## O
- One Nine Nine Four (2009)
- Out of the Blue (1980)
- Outsider (1997)

## P
- Planet Love  (2000) - Roy Wallace
- Population: 1 (1986) - Rene Daalder
- Punk as Fuck  (1997) - Roy Wallace
- Punk: Attitude (2005, documentaire) - Don Letts
- Punk In Love (2009)
- Punk Rock Holocaust (2003)
- The Punk Rock Movie (1978, documentaire) - Don Letts
- The Punk Singer (2013, documentaire) - Kathleen Hanna
- The Punk Syndrome (2012, documentaire) - Jukka Kärkkäinen en JP Passi
- Punks (1984) - Sara Yaknni en Alberto Gieco
- Punk's Not Dead (2007, documentaire)
- Punk: Lang leve de lol (1996, documentaire) - Alfred Broer
- Pinkel (1982) - Dick Rijneke

## R
- Refused Are Fucking Dead (2006, documentaire)
- Repo Man (1984) - Alex Cox
- The Return of the Living Dead (1985)
- Rise Above: The Tribe 8 Documentary (2003, documentaire)
- RISEN: A History of Amebix  (2008) - Roy Wallace
- Rock 'n' Roll High School (1979) - Allan Arkush
- Rude Boy (1980)
- the Runaways (2010) - Floria Sigismondi

## S
- Shonen Merikensack (2009)
- Shooting at the Moon (2003) - Jesse Richards
- Sid and Nancy (1986) - Alex Cox
- Skinhead Attitude
- SLC Punk! (1999)
- Smithereens (1982) - Susan Seidelman, Richard Hell
- Spidarlings (2016) - Salem Kapsaski
- Suburbia (1984)  - Penelope Spheeris
- Summer of Sam (1999) - Spike Lee

## T
- Taqwacore: The Birth of Punk Islam (2009)
- Ten Years of Fuckin' Up (1994)
- The Taqwacores (2010)
- Terminal City Ricochet (1990)
- There Is No Authority But Yourself (2006, documentaire over de punkband Crass) - Alexander Oey
- Thrashin' (1986)
- Threat (2006)
- Times Square (1980)
- Trainspotting (1996)
- Tromeo and Juliet (1996)
- Trying It At Home (2014)

## U
- Urgh! A Music War (1981, documentaire)

## V
- Valley Girl (1983)

## W
- Wassup Rockers (2005) - Larry Clark
- Vi är bäst! (2013)
- We Jam Econo (2005, documentaire)
- We're Never Going Home (2004, documentaire)
- What to Do in Case of Fire? (2001) - Gregor Schnitzler
- What We Do Is Secret (2008) - Rodger Grossman
- Who Killed Nancy? (2009)

## X
- X: The Unheard Music (1986, documentaire)

## Y
- The Yo-Yo Gang (1992) - G. B. Jones